# Баскорык
Баскорык (каз. Басқорық, до 2015 г. — Лиманное) — село в Осакаровском районе Карагандинской области Казахстана. Входит в состав сельского округа Жансары. Код КАТО — 355637400.

## Население
В 1999 году население села составляло 155 человек (80 мужчин и 75 женщин). По данным переписи 2009 года, в селе проживало 90 человек (51 мужчина и 39 женщин).